# 拉美監控
拉美監控（英語：Monitor Latino，風格化為，又稱為拉丁監控），是於2003年創立，根據拉丁美洲國家廣播電臺播放歌曲所製成的音樂榜單。最初公司主要監測墨西哥和美國的廣播電臺，隨著公司的發展，開始擴展到其他拉丁美洲市場。目前拉美監控主要負責發行18個國家音樂榜單。

## 外部連結
- 官方網站
- 排行榜